# 접근 제어

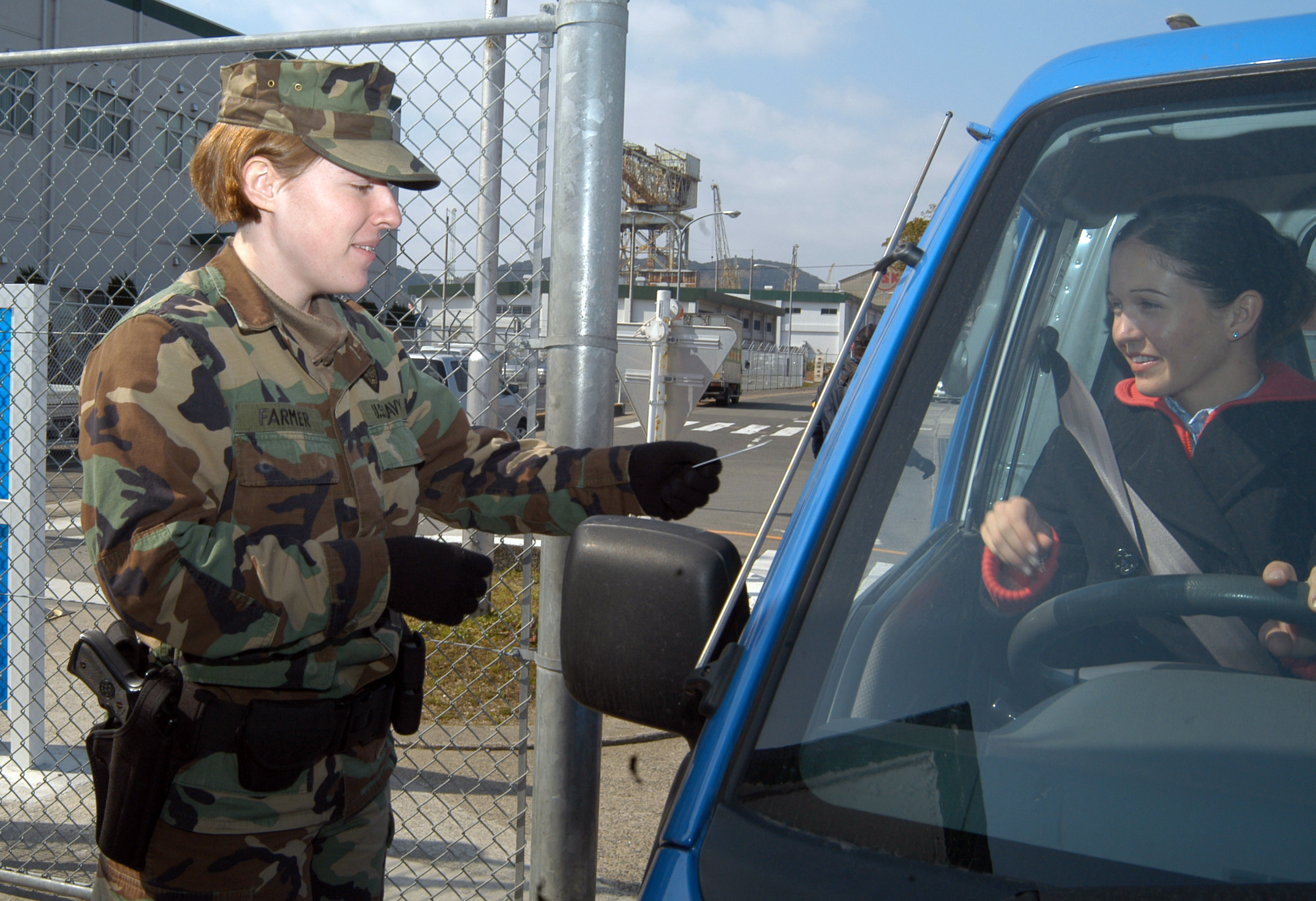

접근 제어(接近 制御, access control, AC) 또는 액세스 제어는 누군가가 무언가를 사용하는 것을 허가하거나 거부하는 기능을 말한다. 파일, 프린터, 레지스트리 키, 디렉터리 서비스 개체 등에 대한 서비스, 사용자의 권한을 결정한다.

## 물리 접근
개인의 물리 접근은 비용 청구, 인증 등에 따라 허용될 수도 있고 허용되지 않을 수도 있다. 물리 접근에 대해서는, 부지나 건조물, 방 등의 입구에서 허가된 사람에게만 입장을 제한하는 것을 가리킨다. 이러한 물리적 접근 제어는, 경비원, 경호원, 접수원 등의 사람에 의해서나 열쇠, 자물쇠 등의 기계적 수단, 카드에 의한 접근 시스템 등 기술적인 수단에 의해서 이루어진다.

## 컴퓨터 보안
컴퓨터 보안에서의 접근 제어는 사람이나 프로세스가 시스템이나 파일에 읽기, 쓰기, 실행 등의 접근 여부를 허가하거나 거부하는 기능을 말한다.
컴퓨터 보안에 의한 접근 제어에는 인증, 인가, 감사가 포함된다. 이러한 것들은 물리적 기기에 의한 수단으로 수명 측정, 금속 자물쇠, 디지털 서명, 암호화, 사회 장벽, 인간 및 자동화 시스템에 의한 감시 등을 포함한다. 인가는 역할 기반 접근 제어, 접근 제어 목록, XACML와 같은 정책 언어 등에 추가된다.
접근 제어 시스템은 식별 및 인증, 인가, 책임(accountability)의 기본 서비스를 제공한다. 식별 및 인증은 시스템에 로그온할 수 있는 사람을 결정하고, 인가는 인증된 사람이 생기는 것을 결정하며, 책임은 해당 사용자가 무엇을 하였는지 밝힌다.

## 같이 보기
- 신분증명서
- 스마트 카드
- XACML

## 참조
- U.S. 연방 표준 1037C
- U.S. MIL-STD-188
- U.S. 국제 정보 시스템 보안 상용구
- Harris, Shon, All-in-one CISSP Exam Guide, Third Edition, McGraw Hill Osborne, Emeryville, California, 2005.